# Erika Mes
Erika Mes (née le 13 novembre 1961 à Rotterdam) est une culturiste néerlandaise.

## Biographie
Erika Mes obtient le titre de championne du monde de culturisme en tant que championne amateur en 1980 et 1983. À la période où Arnold Schwarzenegger a rendu ce sport plus populaire auprès des femmes. En 1984, elle devient professeure de culturisme.
En septembre 1987, elle pose pour le magazine Playboy néerlandais et est alors suspendue pour un an par la Fédération Internationale de bodybuilding et fitness (IFBB). Cette suspension lui assure contre toute attente une remarquable notoriété.
Erika Mes arrête alors le culturisme de plus en plus dominé par les femmes à la musculature hypertrophiée souvent liée à l'absorption de stéroïdes.[réf. nécessaire]

## Palmarès
- 1980
  - Holland Nationals, Overall Winner
  - Holland Nationals, Class Two, 1re
  - Universe - NABBA, Overall Winner
- 1981
  - European Championships, 6e
  - Holland Nationals, Overall Winner
  - Holland Nationals, Short, 1re
- 1982
  - Holland Nationals, LightWeight, 3e
  - Womans Grand Prix, LightWeight, 1re
  - European Mixed Pairs Championships avec Berry De Mey
- 1983
  - Gold Cup - NBBF, LightWeight, 1re
  - World Amateur Championships - IFBB, LightWeight, 1re
- 1984
  - Olympia - IFBB, 13e
  - World Pro Championships - IFBB, 7e
- 1985
  - Olympia - IFBB, 15e
  - World Pro Championships - IFBB, 6e
- 1987
  - World Pro Championships - IFBB, 18e
- 1989
  - World Pro Championships - IFBB, non placée